# Iván Balliu
Iván Balliu Campeny, né le 1er janvier 1992 à Caldes de Malavella (province de Gérone, Espagne), est un footballeur international albanais évoluant au poste de défenseur latéral au Rayo Vallecano.

## Biographie

### En club

#### Formé à la Masia
Né d'un père d'origine albanaise et d'une mère espagnole, il grandit en Espagne et y commence le football. Formé au sein de La Masia, le centre de formation du FC Barcelone, Iván Balliu est le capitaine de l'équipe junior du Barça qui remporte le triplé championnat d'Espagne, coupe des champions et coupe d'Espagne lors de la saison 2010-2011. Cette saison-là, l'entraîneur Luis Enrique le fait débuter avec le FC Barcelone B, en deuxième division.
Lors de l'été 2011, Pep Guardiola le convoque afin qu'il effectue la pré-saison avec l'équipe première. Balliu joue alors le match amical face au Hajduk Split. À la fin de la saison 2012-2013, il joue la Copa Catalunya. L'entraîneur Tito Vilanova lui fait jouer la finale face au RCD Espanyol (1 à 1, victoire du Barça lors de la séance de tirs au but).

#### Exil au Portugal
En été 2013, barré par des joueurs comme Dani Alves et Martín Montoya, il quitte l'Espagne pour gagner du temps de jeu et signe au Portugal où il est recruté par le FC Arouca, club promu en première division.

#### FC Metz
Après deux saisons pleines, il quitte le Portugal malgré des offres de clubs disputant la Ligue Europa pour rejoindre, le 17 juillet 2015, la France et le FC Metz. Séduit par le projet et notamment le challenge de la remontée en Ligue 1, il espère y franchir un palier, même en seconde division. En concurrence avec Romain Métanire et Jonathan Rivierez, il dispute son premier match avec le maillot grenat le 11 août 2015 lors du premier tour de la Coupe de la Ligue avant de connaitre sa première titularisation en championnat lors de la quatrième journée, face à Créteil. Le 16 octobre 2015, les Messins sont menés 2-0 sur leur pelouse face à Clermont. Yeni N'Gbakoto réduit le score à la 78e minute et c'est Iván Balliu qui arrache l'égalisation à cinq minutes de la fin de la rencontre. Un point très important puisque Metz retrouve la Ligue 1 en fin de saison en finissant troisième à égalité de points avec Le Havre (4e) et même différence de but. Le simple fait que les Lorrains ont inscrit 54 buts contre 52 pour les Normands leur valide l'accession à l'élite.
En Ligue 1, le club grenat réalise une belle entame de championnat avec trois victoires et une défaite au Parc des Princes à la fin de la quatrième journée. Malgré le départ de Romain Métanire, c’est Jonathan Rivierez qui lui est préféré en tant que titulaire en début de saison. Durant la phase retour du championnat, Iván Balliu est titularisé dans le onze-type messin.
Le 9 juin 2017, courtisé par d'autres clubs de Ligue 1, il décide finalement de prolonger son contrat avec les Grenats jusqu'en 2019. Au terme de la saison 2018-2019, il annonce son départ du club après quatre saisons passées en Lorraine en rejoignant le club d'Almeria en deuxième division espagnole.

#### UD Almeria
En août 2019, il rejoint le club d'Almeria et signe un contrat de deux ans (plus une en option). 

### En équipe nationale
Le 25 août, il est pour la première fois appelé en sélection nationale albanaise, par l'entraineur Christian Panucci pour deux matchs des éliminatoires de la Coupe du Monde 2018 face au Liechtenstein et à la Macédoine. Il joue ses 45 premières minutes pour la sélection albanaise le 6 octobre 2017 contre l'Espagne, son pays natal, il ne pourra éviter la défaite 3-0 et la qualification de l'Espagne pour la coupe du monde 2018.
Il est retenu dans la liste des 26 joueurs albanais du sélectionneur Sylvinho pour participer à l'Euro 2024. 

## Palmarès
Champion de France de Ligue 2 en 2019 avec le FC Metz